# Carnaval de Porto Alegre

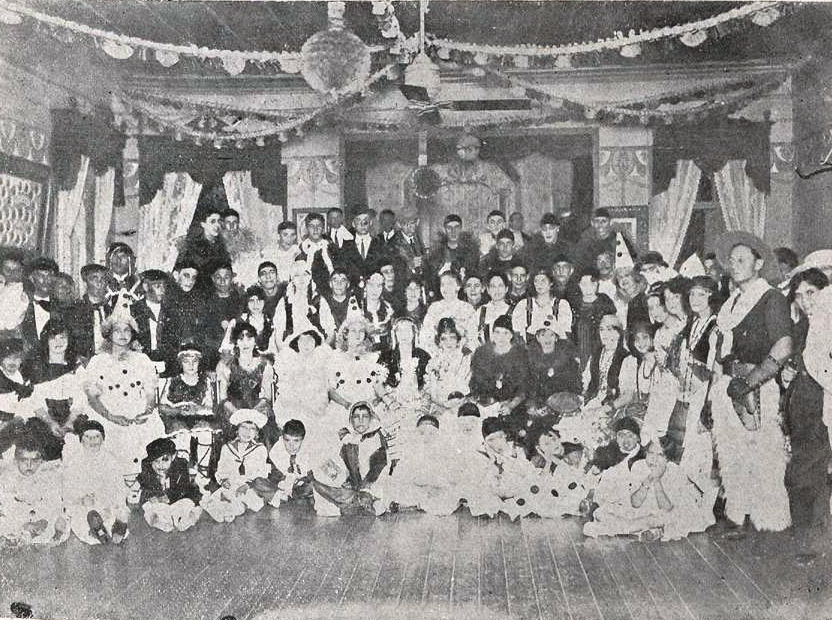
Baile de carnaval no Club Caixeiral em 1918

A história do carnaval de Porto Alegre tem início no século XIX. Em 2006 foi declarado patrimônio histórico e cultural do Rio Grande do Sul.

## Origens

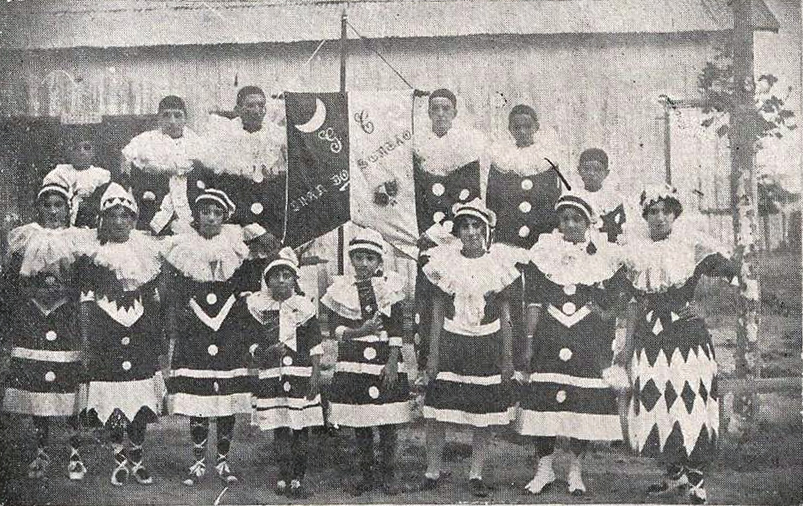
Bloco Luar do Sertão, do arraial de Pedras Brancas em 1918

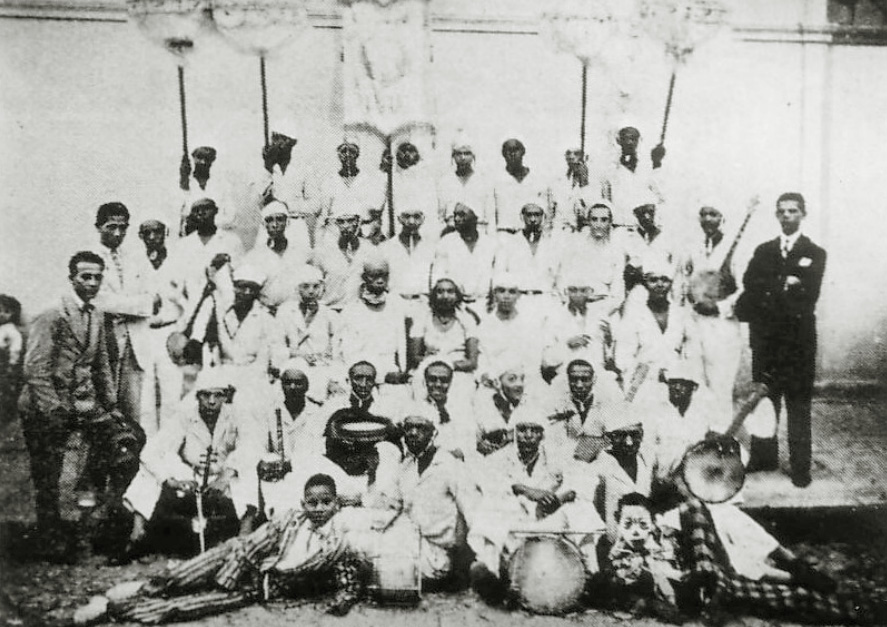
Cordão carnavalesco Os Turunas da Colônia Africana em 1931

O Carnaval em Porto Alegre é originário do Entrudo, que passou por épocas de liberação e proibição. Por volta do ano de 1870, o Entrudo cai em desuso pelo surgimento das Sociedades (Esmeralda e Venezianos) que mudam e dominam o carnaval até mais ou menos 1900. O Entrudo consistia em jogar Limão-de-cheiro (uma bola de cera do tamanho de um limão, cheia de agua perfumada), uns nos outros. É claro que a coisa descambava, e havia casos em que se atiravam ovos e para completar, farinha nas "vitimas". Daí vê-se o porquê de suas várias proibições.
Segundo o livro "Fragmentos Históricos do Carnaval de Porto Alegre", o Carnaval (do povão) de Porto Alegre é o carnaval que surgiu nos bairros pobres como o Areal da Baronesa e Colônia Africana. O primeiro assim chamado por ser na beira do rio (uma praia, posteriormente aterrada e onde hoje é a Praça Cônego Marcelino) e que tem esse nome por antigamente pertencer a Baronesa (esposa do Barão de Gravataí), e o segundo pelo numero de negros que ali fixou residencia. Foram o local onde os escravos libertos passaram a morar após a abolição da escravatura.
O Areal era um reduto totalmente carnavalesco, a partir dos anos 1930 já existem noticias em jornais de grupos com nomes de Ases do Samba, Nós os Comandos, Seresteiros do Luar, Nós os Democratas, Viemos de Madureira, Tô com a vela, Os Caetés e mais recentemente, os Imperadores do Samba, todos tiveram origem no Areal. Foi onde surgiu o Rei Negro (Seu Lelé),  primeiro Rei Momo Negro da cidade, e os primeiros coretos populares de bairro.
O outro bairro de negras origens da cidade, a chamada "Colônia Africana", aos poucos foi perdendo sua negritude pela exploração imobiliária, e hoje tem nomes pomposos como bairro Rio Branco, Mont´Serrat e adjacências. Esse era também o local onde negros libertos foram morar. Da Colônia surgiram grupos como o Aí-vem-a-Marinha, Prediletos, Embaixadores, Namorados da Lua etc. A Colônia Africana era o bairro do famoso Salão Modelo (também chamado do Ruy), na esquina entre as ruas Casemiro de Abreu e Esperança.

## Características próprias

### As Escolas de Samba
A primeira escola de samba, no sentido moderno foi a Academia de Samba Praiana, fundada em 10 de março de 1960. A escola revolucionou o carnaval de Porto Alegre na década de 1960, sendo a primeira a desfilar com alas, fantasias, alegorias, ao estilo do carnaval do Rio de Janeiro, mas logo foram surgindo outras entidades, de forma a estruturar-se a cena atual do carnaval da capital gaúcha.

### Os Blocos
Uma característica do Carnaval de Porto Alegre foram os Blocos Humorísticos como o Tô Com a Vela, Canela de Zebu, Te Arremanga e Vem, Saímos sem querer, Tira o dedo do pudim e outros, que marcaram época, mas foram perdendo terreno para o carnaval "estilo Rio de Janeiro" das escolas de samba. Os Blocos Humorísticos foram eliminados pela Prefeitura no ano de 1970. A razão principal de sua eliminação, na verdade, era sua crítica aguda, principalmente dirigida aos políticos.

### As Bandas
Outra característica de nosso carnaval, hoje desaparecida, foram as Bandas, que tiveram seu apogeu entre os anos 1970 e 1980. Algumas delas foram a DK, Saldanha Marinho, Medianeira, Por Causas de Quê, Área da Baronesa, JB, Filhos da Candinha, Comigo Ninguém Pode, IAPI, etc… Existe quem diga que as Bandas não teriam vingado por serem uma ideia importada, que não era original de nosso meio. Seja como for, algumas desapareceram e outras se transformaram em escolas de samba (como a União da Vila do IAPI, Filhos da Candinha e Areal da Baronesa, esta última já extinta).

### As Muambas
Uma característica que é provavelmente exclusiva do carnaval de Porto Alegre são as Muambas, ensaios dos blocos e escolas feitos como uma prévia para o desfile oficial. Antigamente a Muamba também era uma forma de arrecadar dinheiro para o desfile oficial e ocorria em diversos pontos da cidade, geralmente o pavilhão da escola era carregado aberto e as pessoas jogavam moedas ali. Em 1977 foram oficializadas pela Prefeitura (pelo prefeito Guilherme Socias Villela), perdendo assim sua espontaneidade.

### As Tribos
Outra característica única do carnaval de Porto Alegre são as tribos carnavalescas. As tribos tiveram grande destaque entre 1950 e 1960. Eram tantas quanto as escolas de samba: Os Arachaneses, Os Aymorés, Os Bororós, Os Caetés, Os Charruas, Os Navajos, Os Potiguares, Os Tapajós, Os Tapuias, Os Tupinambas, Os Xavantes… Mas, com a crescente influência do carnaval espetáculo realizado no Rio de Janeiro e sua conseqüente adoção pelos foliões, a opção destes pelas Escolas de Samba em detrimento das tribos foi aumentando, e essas foram desaparecendo ao longo do tempo, restando hoje apenas duas: Os Comanches e Guaianazes.
São várias diferenças estéticas entre as tribos carnavalescas e as escolas de samba. Além da canção, que não é o samba-enredo, mas o hino, todos os integrantes da direção e as alas têm nome indígena, assim como as funções - caciques, guerreiros, pajés etc. No figurino, há o uso de sapatilhas, e não de sapatos; outros adereços comuns são penas, colares, cocares, flechas, lanças, escudos. Outra diferença substancial para as escolas de samba está nos quesitos avaliados. Cabe ressaltar que os critérios de julgamento exercem papel fundamental para a compreensão do desfile das tribos carnavalescas enquanto manifestação artística. Elas preparam o seu espetáculo não apenas para "folcloricamente" se apresentar, mas para vencer. Os quesitos do concurso de tribos são: bateria, harmonia, evolução, enredo, hino, alegorias, fantasia, encenação.
Aliás, a encenação é uma marca sui generis. No meio do desfile, há uma interrupção e um ritual indígena é dramatizado. O ato deve representar elementos do enredo, entoando, porém, outro canto e dançando em outro ritmo.

## Participação feminina
Geralmente os Grupos Carnavalescos, até os anos 1950 e 60, admitiam só homens em seu meio. Quando as mulheres desfilavam (e geralmente eram parentes dos integrantes ou vigiadas pela mãe ou irmã mais velha), eram fantasiadas com o equivalente feminino ou com os mesmos trajes dos homens. Os primeiros grupos femininos lembrados pelo pessoal da velha-guarda foram As Fazendeiras, As Japonesas, As Fuzileiras … Houve ainda As Iracemas, saídas dos Caetés e As Heroínas da Floresta, do Clube Floresta Aurora. Alguns desses grupos femininos desfilavam em coretos oficiais, como é o caso das Iracemas, que chegaram em alguns coretos a conquistar o 3º lugar, outras faziam atividades só internamente.